# シルヴァン・ショメ
シルヴァン・ショメ（Sylvain Chomet, 男性、1963年 - ）は、フランスの、アニメーション作家、映画監督。『ベルヴィル・ランデブー』の監督として知られている。

## 来歴
（注）本項目で「コミック」と表記されている作品は、バンド・デシネの漫画である。バンド・デシネはフランス語圏で発達した漫画文化で、日本の漫画とスタイル、文化共に違いが大きい。また、バンド・デシネ文化では作話と作画を別の人間が担当することも多い。
フランス、メゾン＝ラフィット市に生まれる。
高校では美術を専攻し1982年に卒業。1984年からは美術学校に入学し、1987年に卒業。
在学中の1986年には、彼の初のコミック作品"Secrets of the Dragonfly" の作話を担当し、出版している。また在学中、ニコラ・ド・クレシーと出会っている。
1988年、リチャード・パードン・スタジオ（Richard Purdum studio）にてアニメーターとして仕事をするためロンドンに移り住む。
同年9月には、コマーシャル制作の自由契約業務を確立。プリンシパリティー, ルノー, スウィントン、 スイス航空などの業務を行う。
1991年、彼の初めての短編アニメーション映画『老婦人とハト』の制作に取り掛かる。この作品の背景はバンド・デシネ作家となったニコラ・ド・クレシーが手掛けた。
1993年、SFコミックThe Bridge In Mud の作話を担当。
1994年、コミックLéon la Cameの為に作話を手掛ける。同作品は雑誌À Suivre 誌面上にて、ニコラ・ド・クレシーにより作画、1995年に出版され、1996年にはルネ・ゴシニー賞を受賞している。
1993年、ショメはカナダに移転。
1995年から1996年にかけて『老婦人とハト』を仕上げる。この作品はアヌシー国際アニメーション映画祭と広島国際アニメーションフェスティバルの大賞を受賞し、英国アカデミー賞の最優秀短編アニメ賞、カートゥーン・ドール、アンジェ・プレミエ・プラン・フェスティバル（Festival Premiers Plans d'Angers）の観客賞と審査員賞を受賞した。またアカデミー賞の短編アニメーション部門賞にもノミネートされた。
1997年、再びニコラ・ド・クレシーと共にコミックLéon la Cameの第2巻Laid pauvre et maladeを出版。同作品はアングレーム国際漫画祭（Festival international de la bande dessinée d'Angoulême）において、その年でもっとも優れた漫画作品とその作者に贈られるアルファアート最優秀コミック賞を受賞した。
長編アニメーション映画作品『ベルヴィル・ランデブー』では、2003年のアカデミー賞にて長編アニメ賞、オリジナル歌曲賞の2部門でノミネート、聴衆にその名を知らしめた。
2004年頃、エディンバラにアニメーション・スタジオジャンゴ・スタジオを創立。
2016年はThe Tale of Despereaux の制作に取り組んでいる。

## 作品リスト
- 1998年 - 『老婦人とハト』La vieille dame et les pigeons （監督、脚本）＊「ベルヴィル・ランデブー」のDVDボーナスとして収録
- 2002年 - 『ベルヴィル・ランデブー』 Les Triplettes de Belleville （監督、脚本）
- 2006年 - 『パリ、ジュテーム』 Paris, je t'aime （「エッフェル塔」編／監督、脚本）
- 2010年 - 『イリュージョニスト』 The Illusionist （監督、脚本、音楽）
- 2013年 - 『ぼくを探しに』 Attila Marcel （監督、脚本）
- 2024年 - 『ジョーカー:フォリ・ア・ドゥ』 Joker: Folie à Deux （冒頭シーン）